# Blenheim (Nueva Zelanda)
Blenheim (léase: Blénam) es la ciudad más grande y la capital de la región de Marlborough, Nueva Zelanda. Está situada en la llanura Wairau ubicada al noroeste de la isla sur del país, a 72 kilómetros al sureste de Wellington pasando el estrecho de Cook. Su población es de 30&;200 habitantes. El área que rodea la ciudad es conocida como centro de la industria de vino en Nueva Zelanda, actualmente hay más de cincuenta viñedos que se encuentran adyacentes a Blenheim.
Su economía se basa en la agricultura y los productos marinos. Debido a su rápido crecimiento poblacional, la ciudad escasea de viviendas, en especial, para la gente de bajos recursos.

## Transporte
La ciudad cuenta con su propio aeropuerto llamado Woodbourne Airport ubicado a 8 km de la ciudad, también es utilizado por la fuerza aérea de la nación.
Cuenta con carreteras que la conectan con toda la isla entre ellas la State Highway 1, la cual mide 2047 km y recorre el país de norte a sur, dividiéndose en dos tramos, el norte de 1106 km y 941 km al sur, separadas por el mar.
También cuenta con la línea de ferrocarril, la cual la conecta con sus vecinas y entre sí.

## Medios de comunicación
Blenheim es servida por una variedad de publicaciones impresas, entre ellas periódicos y revistas.
La ciudad cuenta con televisión por cable y de satélite y varias emisoras de radio en AM y FM, la mayoría procedentes de la capital del país.

## Geografía
La ciudad está situada en una llanura, lo que la hace prácticamente plana y con colinas a los alrededores. Recibe vientos fuertes procedentes del estrecho de Cook y que recorren toda el área. 
Blenheim se encuentra en la confluencia de los ríos Taylor. Además, se encuentra en una zona tectónicamente activa y sufre varias réplicas de terremotos todo el año.

## Clima
El clima de Blenheim es severo, en gran parte debido al efecto de lluvias de las cadenas montañosas al oeste de la ciudad, esta zona recibe de las mayores cantidades de lluvia de la isla sur. 
Los veranos son normalmente cálidos y secos mientras que los inviernos suelen ser fríos y helados, con días claros y soleados. Las nevadas en Blenheim son raras, ya que está al abrigo de la intemperie de corrientes de las montañas.
Las tormentas eléctricas son también un acontecimiento poco común debido al aspecto protegido del clima de Blenheim, aunque existe una mayor probabilidad de que éstas ocurran en los meses de verano debido al calentamiento de la tarde y la generación de acumulaciones de nubes por encima de lo común.
La temperatura más altas jamás registrada en Blenheim es de 36 °C y la más baja jamás registrada es -9 °C
| Parámetros climáticos promedio de Blenheim | Parámetros climáticos promedio de Blenheim | Parámetros climáticos promedio de Blenheim | Parámetros climáticos promedio de Blenheim | Parámetros climáticos promedio de Blenheim | Parámetros climáticos promedio de Blenheim | Parámetros climáticos promedio de Blenheim | Parámetros climáticos promedio de Blenheim | Parámetros climáticos promedio de Blenheim | Parámetros climáticos promedio de Blenheim | Parámetros climáticos promedio de Blenheim | Parámetros climáticos promedio de Blenheim | Parámetros climáticos promedio de Blenheim | Parámetros climáticos promedio de Blenheim |
| Mes                                        | Ene.                                       | Feb.                                       | Mar.                                       | Abr.                                       | May.                                       | Jun.                                       | Jul.                                       | Ago.                                       | Sep.                                       | Oct.                                       | Nov.                                       | Dic.                                       | Anual                                      |
| ------------------------------------------ | ------------------------------------------ | ------------------------------------------ | ------------------------------------------ | ------------------------------------------ | ------------------------------------------ | ------------------------------------------ | ------------------------------------------ | ------------------------------------------ | ------------------------------------------ | ------------------------------------------ | ------------------------------------------ | ------------------------------------------ | ------------------------------------------ |
| Temp. máx. media (°C)                      | 23.8                                       | 23.6                                       | 22                                         | 19                                         | 15.8                                       | 13.3                                       | 12.8                                       | 13.8                                       | 16                                         | 18.1                                       | 20.1                                       | 22                                         | 18.3                                       |
| Temp. mín. media (°C)                      | 12.5                                       | 12.2                                       | 11.4                                       | 8.4                                        | 5                                          | 2.5                                        | 2.1                                        | 3.2                                        | 5.5                                        | 7.5                                        | 9.6                                        | 11.4                                       | 7.6                                        |
| Precipitación total (mm)                   | 47                                         | 27                                         | 54                                         | 64                                         | 58                                         | 56                                         | 71                                         | 70                                         | 44                                         | 70                                         | 43                                         | 54                                         | 655                                        |
| Fuente: NIWA Climate Data                  |                                            |                                            |                                            |                                            |                                            |                                            |                                            |                                            |                                            |                                            |                                            |                                            |                                            |